# Michel Bouquet

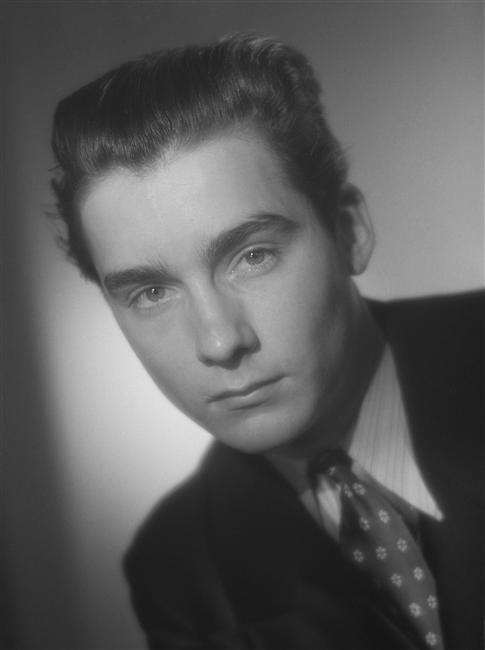
Michel Bouquet 1943. Foto: Studio Harcourt.

Michel Bouquet (6. listopadu 1925 Paříž – 13. dubna 2022 Paříž) byl francouzský divadelní a filmový herec, vícenásobný držitel divadelní Molièrovy ceny a filmového Césara.

## Život a herecká kariéra
Narodil se ve čtrnáctém pařížském obvodu. Předtím, než se stal hercem, vystřídal mnoho povolání, mimo jiné byl psovodem, pekařem a posléze bankovním zaměstnancem.
Pařížskou konzervatoř dramatického umění vystudoval v době druhé světové války a v roce 1943 se stal klasickým činoherním hercem. Vystupoval v různých pařížských divadlech. Během své téměř 70 let dlouhé divadelní kariéry se objevil ve hrách nejvýznamnějších světových divadelních dramatiků, jako například Molièra, Harolda Pintera, Samuela Becketta, Thomase Bernharda nebo Eugèna Ionesca.
Ve francouzském filmu zpočátku hrál pouze malé a drobné role, nicméně v 60. letech se začal objevovat i ve větších rolích, které pak v mnoha případech následovali hlavní role. Obvykle ve filmech hraje muže přísného vzezření – úředníky, detektivy, policajty, soudce, manažery, prokurátory, lékaře nebo politiky. Významným je zejména jeho ztvárnění postavy inspektora Javerta v Hosseinově zpracování Hugových Bídníků v roce 1982.
V roce 1977 byl jmenován profesorem na pařížské konzervatoři Conservatoire national supérieur d'art dramatique. V roce 2007 byl jmenován komandérem Řádu čestné legie a později povýšen na velkodůstojníka. V roce 2011 oznámil ukončení divadelní činnosti, nadále však hodlá hrát ve filmu a v televizi.
Byl ženatý s herečkou Ariane Borg, v roce 1967 se ale rozvedli. V roce 1970 se oženil s další herečkou, Juliette Carré, a spolu také několikrát hráli v divadle.

## Filmografie (výběr)

### Celovečerní filmy
- 1959 – Káťa (Katja), režie Robert Siodmak
- 1968 – Nevěsta byla v černém (La Mariée était en noir), režie François Truffaut
- 1969 – Siréna od Mississippi (La Sirène du Mississippi), režie François Truffaut
- 1969 – Nevěrná žena (La Femme infidèle), režie Claude Chabrol
- 1970 – Roztržka (La Rupture), režie Claude Chabrol
- 1970 – Borsalino (Borsalino), režie Jacques Deray
- 1971 – Těsně před nocí (Juste avant la nuit), režie Claude Chabrol
- 1972 – Tři miliardy bez výtahu (Trois milliards sans ascenseur), režie Roger Pigaut
- 1972 – Atentát v Paříži (L'Attentat), režie Yves Boisset
- 1973 – Velké city dělají dobrou chuť (Les Grands sentiments font les bons gueuletons), režie Michel Berny
- 1973 – Le Serpent (Le Serpent), režie Henri Verneuil
- 1973 – Není kouře bez ohně (Il n'y a pas de fumée sans feu), režie André Cayatte
- 1973 – Dva muži ve městě (Deux hommes dans la ville), režie José Giovanni
- 1974 – Malpertuis (Malpertuis), režie Harry Kümel
- 1975 – Víc než pouhý strach (Au-delà de la peur), režie Yannick Andréi
- 1976 – Hračka (Le Jouet), režie Francis Veber
- 1978 – Ve státním zájmu (La Raison d'état), režie André Cayatte
- 1982 – Ubožáci (Les Misérables), režie Robert Hossein
- 1991 – Všechna jitra světa (Tous les matins du monde), režie Alain Corneau
- 1991 – Toto hrdina (Toto le héros), režie Jaco van Dormael
- 1995 – Elisa (Élisa), režie Jean Becker
- 2001 – Comment j'ai tué mon père (Comment j'ai tué mon père), režie Anne Fontaine
- 2003 – Kotlety (Les Côtelettes), režie Bertrand Blier
- 2012 – Renoir (Renoir), režie Gilles Bourdos

### Televize
- 1982 – Bídníci (Les Misérables), televizní film, režie Robert Hossein
- 1985 – Pohled do zrcadla (Le Regard dans le miroir), televizní seriál, režie Jean Chapot
- 1992 – Maigret a soudcův dům (Maigret et la maison du juge), režie Bertrand Van Effenterre

## Ocenění

### César
- 2002 – César pro nejlepšího herce za film Comment j'ai tué mon père
- 2006 – César pro nejlepšího herce za film Le Promeneur du Champ-de-Mars

### Molièrova cena
Ocenění
- 1998 – Molièrova cena pro herce za představení Les Côtelettes
- 2005 – Molièrova cena pro herce za představení Le roi se meurt

Nominace
- 1987 – Molièrova cena pro herce za představení Le Malade imaginaire
- 1988 – Molièrova cena pro herce za představení Le Malade imaginaire
- 2000 – Molièrova cena pro herce za představení À torts et à raisons
- 2007 – Molièrova cena pro herce za představení L'Avare

### Jiná ocenění
- 1991 – Evropská filmová cena pro nejlepšího herce za film Toto hrdina
- 2007 – komandér Řádu čestné legie
- 2013 – velkodůstojník Řádu čestné legie